# Beata Świerczyńska
Beata Świerczyńska (ur. 9 listopada 1960) – polska polityk, architektka, posłanka na Sejm II kadencji.

## Życiorys
Ukończyła w 1986 studia na Wydziale Architektury Politechniki Warszawskiej. Podjęła pracę w zawodzie architekta.
W 1993 uzyskała mandat posłanki na Sejm II kadencji. Została wybrana w okręgu warszawskiego z listy Unii Pracy. Po porażce w kolejnych wyborach wycofała się z działalności politycznej, powracając do pracy zawodowej.